# Paranaguá (gemeente)
Paranaguá is een gemeente aan de kust van de Braziliaanse deelstaat Paraná. De gemeente telt 152.975 inwoners (schatting 2017).
De plaats is de zetel van het rooms-katholieke bisdom Paranaguá.
Er is ook een spoorwegstation met treinen naar Curitiba, de hoofdstad van de staat Paraná.

## Aangrenzende gemeenten
De gemeente grenst aan Antonina, Guaraqueçaba, Guaratuba, Matinhos, Morretes en Pontal do Paraná.

## Geboren
- Damares Alves (1964), politicus